# Kryostega collinsoni
La criostega (Kryostega collinsoni) è un anfibio estinto, appartenente ai temnospondili. Visse nel Triassico medio (circa 247 - 242 milioni di anni fa) e i suoi resti fossili sono stati ritrovati in Antartide.

## Descrizione
Questo animale è noto solo per un cranio molto incompleto, comprendente parti delle premascelle, la mascella sinistra parziale, entrambi i lacrimali, una piccola porzione dell'osso nasale sinistro, il vomere e un frammento di osso palatino. Si sono conservati anche numerosi denti, ma della maggior parte di questi sono note solo le basi. Benché sia noto in modo frammentario, il fossile permette di ricostruire un grande anfibio: il frammento di cranio è lungo 27 centimetri e ampio 21 centimetri, e si suppone che il cranio intero fosse lungo circa un metro. La lunghezza stimata dell'animale completo è di circa 4,5 metri. Ciò lo rende uno dei più grandi anfibi noti, paragonabile ai giganteschi Koolasuchus, Cherninia e Mastodonsaurus, comunque di lunghezza inferiore a Prionosuchus. Rispetto alla maggior parte degli altri temnospondili, Kryostega possedeva denti (sia quelli lungo le mascelle che quelli palatali) molto più grossi. 

## Classificazione
Kryostega collinsoni venne descritto per la prima volta nel 2008, sulla base di un fossile ritrovato nella Formazione Fremouw nel 1986 nella Gordon Valley in Antartide. Non è chiaro a quale gruppo di temnospondili appartenesse Kryostega, ma sembra che fosse un rappresentante basale dei capitosauroidi, animali vagamente simili a coccodrilli tipici del Triassico. Sembra che Kryostega fosse imparentato con Eocyclotosaurus; tuttavia, è anche possibile che fosse un rappresentante basale dei Trematosauroidea.

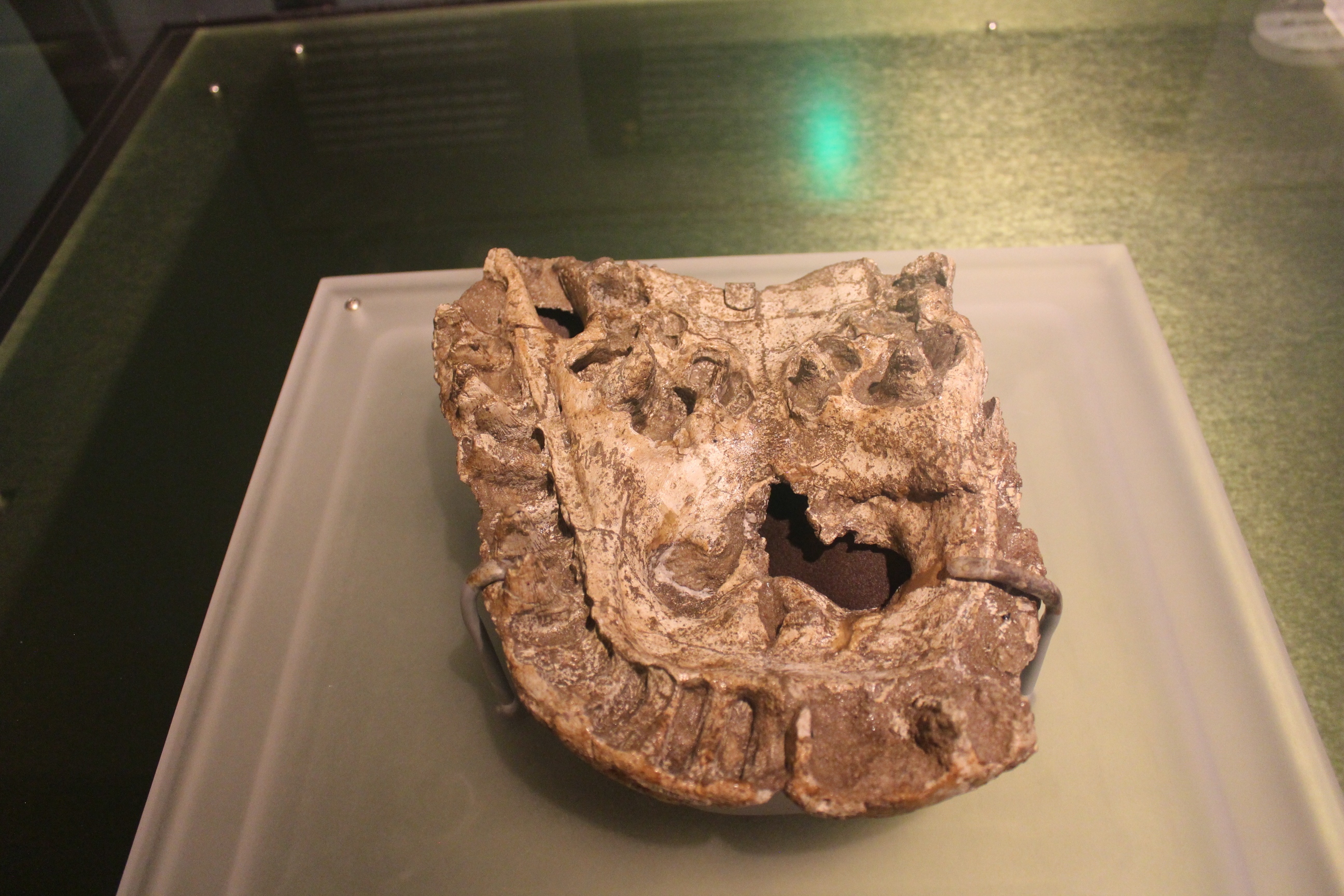
Cranio parziale di Kryostega collinsoni

## Paleobiologia
Kryostega doveva essere un predatore acquatico che praticava una caccia di agguato; nello stesso giacimento fossilifero sono stati scoperti i resti di un altro temnospondilo (Antarctosuchus) e numerosi animali terrestri, tra cui Cynognathus, un cinodonte gonfodonte e un dicinodonte di grosse dimensioni. Sembra che l'area in cui viveva Kryostega fosse soggetta a lunghi periodi di oscurità durante i mesi invernali.